# Vörhenyes gezerigó
A vörhenyes gezerigó (Toxostoma rufum) a madarak osztályának a verébalakúak (Passeriformes) rendjéhez és a gezerigófélék (Mimidae) családjához tartozó faj.

## Rendszerezése
A fajt Carl von Linné svéd természettudós írta le 1758-ban, a Turdus nembe Turdus rufus néven.

## Alfajai
- Toxostoma rufum longicauda (S. F. Baird, 1858)
- Toxostoma rufum rufum (Linnaeus, 1758)[2]

## Előfordulása
Kanada, az Amerikai Egyesült Államok, Mexikó, a Bahama-szigetek, Bermuda, Bonaire, Sint Eustatius, Saba, Kuba, Curaçao, Sint Maarten, Turks- és Caicos-szigetek területén honos, Kóborlásai során eljut Saint-Pierre és Miquelonra, az Egyesült Királyságba és Németországba is. 
Természetes élőhelyei a mérsékelt övi  erdők és cserjések. Vonuló faj.

## Megjelenése
Testhossza 31 centiméter, testtömege 61–89 gramm.
|  |

## Életmódja
Ízeltlábúakkal, magvakkal és gyümölcsökkel táplálkozik.

## Természetvédelmi helyzete
Az elterjedési területe rendkívül nagy, egyedszáma viszont csökken, de még nem éri el  a kritikus szintet. A Természetvédelmi Világszövetség Vörös listáján nem fenyegetett fajként szerepel.